# Villeneuve-Renneville-Chevigny
Villeneuve-Renneville-Chevigny is een gemeente in het Franse departement Marne (regio Grand Est) en telt 300 inwoners (2005). De plaats maakt deel uit van het arrondissement Epernay.

## Geografie
De oppervlakte van Villeneuve-Renneville-Chevigny bedraagt 17,6 km², de bevolkingsdichtheid is 17,0 inwoners per km².
De onderstaande kaart toont de ligging van Villeneuve-Renneville-Chevigny met de belangrijkste infrastructuur en aangrenzende gemeenten.

## Demografie
Onderstaande figuur toont het verloop van het inwonertal (bron: INSEE-tellingen).

1. ↑  Populations de référence 2022.